# Поток-Вельки (гмина)
Гмина Поток-Вельки (пол. Gmina Potok Wielki) — сельская гмина (волость) в Польше, входит как административная единица в Яновский повет, Люблинское воеводство. Население — 5004 человека (на 2004 год).

## Соседние гмины
1. Гмина Модлибожице
2. Гмина Пышница
3. Гмина Шастарка
4. Гмина Тшидник-Дужы
5. Гмина Закликув